# Petersberger Bittweg

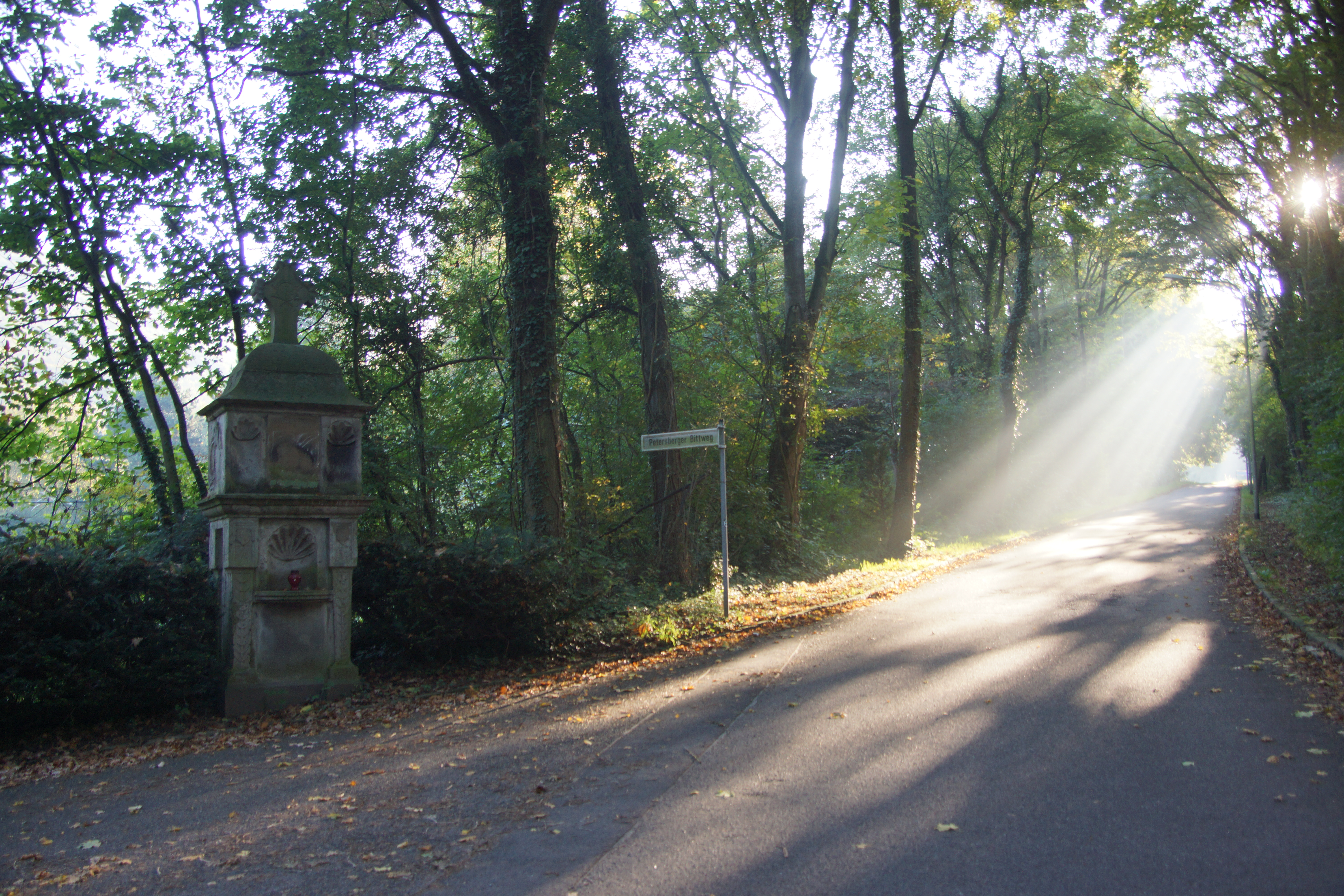
Petersberger Bittweg, Anfang

Der Petersberger Bittweg ist der letzte erhaltene von ursprünglich fünf Prozessionswegen, die von den umliegenden Ortschaften Königswinter, Oberdollendorf, Niederdollendorf, Heisterbach und Ittenbach zur Wallfahrtskapelle auf dem Petersberg im Siebengebirge führten. Er besteht aus zwölf, ursprünglich 14 Stationen in Form von Prozessionsaltären und Wegekreuzen aus dem 17. und 18. Jahrhundert. Der Bittweg steht mit seiner Wegeführung und den einzelnen Stationen unter Denkmalschutz.

## Geschichte
1928 erfolgte eine umfassende Renovierung des Wegs, die auch eine teilweise Neutrassierung beinhaltete. Die in kommunalem bzw. privatem Besitz befindlichen unteren Stationen 1–5 wurden vor 1979 sowie 1980/81 und die oberen Stationen 6–12, die seit dem Erwerb des Petersbergs durch den Bund (1979) Bundeseigentum sind, in den Jahren 1983 und 1984 restauriert und teilweise aufwändig rekonstruiert. Zwei Bildstöcke waren währenddessen in einem Depot zwischengelagert. Von April bis Juli 2019 wurden die ersten fünf Stationen erneut saniert.
Die Eintragung des Petersberger Bittwegs (Stationen 6–12) in die Denkmalliste der Stadt Königswinter erfolgte am 12. März 1990, die der Stationen 1–5 am 6. Juni 2018.

## Verlauf
Der Petersberger Bittweg ist der steilste Aufstieg zum Petersberg. Er beginnt oberhalb der Königswinterer Altstadt nahe dem Mirbesbach auf gut 80 m ü. NHN und überwindet die etwa 250 Höhenmeter bis zum Plateau des Petersbergs auf einer Strecke von rund zwei Kilometern (Luftlinie ein Kilometer). Die erste Station befindet sich nahe einem Wohngebiet (früher Marienhöhe genannt) und der Landesstraße 331 noch außerhalb des eigentlichen Aufstiegs, der Weg endet mit der letzten Station ungefähr am höchsten Punkt des Bergs an der Zufahrtsstraße zum Grandhotel. Auf seinem Weg kreuzt der Bittweg diese Straße bereits einige Meter unterhalb des Plateaus.

## Stationen
| Nr. | Bild                                            | Koordinate                      | Beschreibung |
| --- | ----------------------------------------------- | ------------------------------- | --- |
| 1   | weitere Bilder                                  | 50° 40′ 48,8″ N, 7° 11′ 52,7″ O | „Stapelkreuz“; Prozessionsaltar von 1661 aus Trachyt; quadratischer Grundriss; Inschrift, Muschelnische, geschweifte Haube mit Kreuz; ursprünglicher Standort weiter unterhalb am Eingang zum Nachtigallental, mehrfach versetzt, zuletzt 1981                                                    |
| 2   | weitere Bilder                                  | 50° 40′ 54,5″ N, 7° 11′ 56,3″ O | Wegekreuz aus Sandstein; hoher Sockel, Inschrift, Kragplatte und Steinkreuz (als Kruzifix); Kunststein nachträglich erneuert; datiert auf 1727 |
| 3   | Petersberger Bittweg. Stations of the Cross #3. | 50° 40′ 58,7″ N, 7° 12′ 6,8″ O  | Wegekreuz von 1797 aus Andesit; erneuertes Fundament, Inschrift, aufgesetztes Kreuz in eckigen Formen; gestiftet anlässlich einer Goldenen Hochzeit |
| 4   |                                                 | 50° 40′ 57,8″ N, 7° 12′ 1,2″ O  | Prozessionsaltar von 1650 aus Trachyt; vierteilig aufgebaut, bekrönende Muschelnische und Kreuz mit Dreipassenden; 1980/81 bildhauerische Ergänzungen in Trachyt und Kunststein, Ersetzung zweier Inschriftplatten                                                                                |
| 5   | Petersberger Bittweg. Stations of the Cross #5. | 50° 40′ 58,7″ N, 7° 12′ 6,8″ O  | Wegekreuz von 1721 aus Andesit; Inschrift, Nische, hohes Steinkreuz; 1980/81 Ergänzungen in Kunststein und Verlängerung des rechten Kreuzbalkens |
| 6   | Petersberger Bittweg. Stations of the Cross #6. | 50° 40′ 58,5″ N, 7° 12′ 14,9″ O | Wegekreuz von 1687 aus Trachyt; breiter Sockel, Inschrift, kleine Rundbogennische und Kragplatte, weitere Inschrift, langer Kreuzabschluss (1984 neu hergestellt mit Dreipassenden) |
| 7   | weitere Bilder                                  | 50° 40′ 57,8″ N, 7° 12′ 22,5″ O | Fußfall von 1724 aus Sandstein; Sockel mit barocker Kartusche einschl. Inschrift, Mater Dolorosa als Relief, aufgesetzt Passionsdarstellung des kreuztragenden Jesus |
| 8   | weitere Bilder                                  | 50° 40′ 57,5″ N, 7° 12′ 35,3″ O | Prozessionsaltar von 1638 aus Trachyt; z. T. verwitterte Inschrift, Kreuzaufsatz; älteste erhaltene Station des Bittwegs |
| 9   | weitere Bilder                                  | 50° 40′ 57,7″ N, 7° 12′ 38,6″ O | Wegekreuz des 17. Jahrhunderts aus Trachyt; schlichte Gestaltung; stark erneuert, nur unterer Teil des Kreuzstammes und Sockelplatte original |
| 10  | weitere Bilder                                  | 50° 41′ 6,5″ N, 7° 12′ 46,4″ O  | Prozessionsaltar von 1641 aus Trachyt; Sockel zweiteilig (nimmt Muschelnische auf), barocke Pilaster, verwitterte Inschrift, Volutenaufsatz, Kreuz mit Dreipassenden (1983 erneuert) |
| 11  | weitere Bilder                                  | 50° 41′ 8,3″ N, 7° 12′ 41,6″ O  | Prozessionsaltar von 1718 aus Trachyt; z. T. verwitterte Inschrift, beschädigtes Relief mit Passionsdarstellung der Geißelung Christi, kleiner Kreuzaufsatz (seit 1983, ehemals Volutenaufsatz)                                                                                                   |
| 12  | weitere Bilder                                  | 50° 41′ 8,6″ N, 7° 12′ 34,3″ O  | Prozessionsaltar von 1691 aus Trachyt; Sockel zweiteilig (weist Kartusche mit Relief auf), Halbsäulen, sog. „Tuchrelief“ mit Inschrift, oberhalb flaches Relief mit der Darstellung der Fußwaschung Jesu, Volutenaufsatz mit kleiner Muschelnische (1983 wiederhergestellt), niedriges Steinkreuz |